# Варли, Кромвель Флитвуд
Кромвель Флитвуд Варли (Cromwell Fleetwood Varley, 1828—1883) — известный английский инженер-электрик, запатентовал несколько вариантов аудиотелеграфа.
Исследования в основном в области телеграфной связи, магнитоэлектрических машин и приборов, электромагнитных волн). Изобрел двойной переключатель и реле (1854 г.), поляризованное реле, разработал порошок с переменным сопротивлением (1856 г.).
Оспаривал у Вернера Сименса и Чарльза Уитстона приоритет изобретения генератора постоянного тока (динамо-машины). По его словам, он заказал первую машинку механику ещё в 1866 году и даже уже хлопотал о патенте, в то время, как Сименс и Уитстон продемонстрировали свои аппараты только в начале 1867 года.
Наблюдал электрокапиллярный эффект (1870 г.). В 1871 г. высказал ионную гипотезу катодных лучей. Флюоресценцию стекла разрядной трубки считал следствием ударов некоторых агентов, вылетающих от катода, со стенками трубки (1871 г.).

## Личная жизнь
В браке с первой супругой Эллен (урождённой Роуз) имел двух сыновей и двух дочерей. Пара поженилась 4 октября 1855 года.
После возвращения из заграничной поездки, Варли обнаружил, что его супруга сбежала с Ионом Пердикарисом, богатым американским греком. После развода в 1873 году, Эллен и её дети поселились с Пердикарисом в Танжере (Марокко). В 1904 году старший сын Варли, которого также звали Кромвель, был похищен вместе с Пердикарисом Мулаем Ахмедом аль-Раисули, что привело к международному инциденту, известному как «Инцидент с Пердикарисом».
11 января 1877 года женился на Элеоноре Джесси Смит, дочери капитана Чарльза Смита из Форреса (Шотландия).